# Orešani
Orešani (makedonska: Орешани) är en ort i Nordmakedonien. Den ligger i kommunen Zelenikovo, i den centrala delen av landet, 18 km sydost om huvudstaden Skopje. Orešani ligger 235 meter över havet och antalet invånare är 401.